# Vienna Cricket and Football-Club
Vienna Cricket and Football-Club – austriacki klub piłkarski z wiedeńskiej dzielnicy Leopoldstadt.

## Historia
Chronologia nazw:
- 1892: Vienna Cricket Club Wien
- 1894: First Vienna Cricket and Football-Club
- 1894: Vienna Cricket and Football-Club
- 1911: Vienna Cricket and Football-Club – po fuzji z AC Viktoria Wien
- 1931: SC Cricket-Frem – po fuzji z SC Frem
- 1933: Vienna Cricket & FC – po rozwiązaniu fuzji
- 1934: klub rozwiązano

Klub krykieta Vienna Cricket Club Wien został założony w miejscowości Wiedeń w 1892 roku przez Związek Brytyjczyków. Jedynym sportem, który był uprawiany, był angielski krykiet. Kiedy Brytyjczycy zdali sobie sprawę, że krykiet nie zyskuje takiej popularności jak piłka nożna, postanowiono dodać drużynę piłkarską do klubu. 23 sierpnia 1894 roku nazwa została zmieniona na First Vienna Cricket and Football-Club. Współzałożycielem i członkiem zarządu klubu był Brytyjczyk John Gramlik, przyszły założyciel Challenge Cup. Klub stale walczył o tytuł najstarszego klubu w Austrii z First Vienna, a duża liczba widzów stale gromadziła się na boisku w derbach. First Vienna FC, który został oficjalnie założony 22 sierpnia 1894 roku, zaprotestował, dlatego Cricketer musiał usunąć imię First ze swojej nazwy. Powodem tego było to, że oba kluby przekazały swój statut władzom klubu w Wiedniu prawie jednocześnie, ale Cricketer został oficjalnie certyfikowany 24 godziny później. 15 listopada 1894 roku oba kluby rozegrały pierwszy oficjalny mecz piłki nożnej w Wiedniu. Cricketer, w szeregach których grali Anglicy i Irlandczycy, wygrali ten mecz 4-0. W 1897 roku po raz pierwszy został organizowany Challenge Cup. Zawody, które odbywały się systemem pucharowym, były otwarte dla wszystkich klubów w Imperium i były nieoficjalnie uważane za pierwsze mistrzostwa Austro-Węgier. 21 listopada 1897 roku po zwycięstwie 7:0 w finale Cricketer został pierwszym zwycięzcą zawodów. 4 stycznia 1900 roku powstał Austriacki Związek Piłki Nożnej (ÖFU) i zorganizował Puchar Tagblatt. Klub startował w zawodach, które odbyły się w 12 rundach systemem ligowym, ale ostatecznie zajął drugie miejsce. Rok później klub opuścił ÖFU z powodu nieporozumień. W 1903 wrócił do związku, jednak już nie mógł startować w Pucharze Tagblatt. Po rozwiązaniu ÖFU w 1904 roku i nie rozgrywaniu Pucharu Tagblatt, 18 marca 1904 roku powstał nowy Związek (ÖFV), który organizował pierwsze nieoficjalne mistrzostwa Austrii i Wiednia w sezonie 1906/07. W 1910 roku doszło do sporów między urzędnikami a członkami Cricketer, które ostatecznie przerodziły się w nie do pokonania różnice. Następnie niektórzy urzędnicy i prawie cała drużyna zdecydowała się opuścić klub i założyć nowy klub. Nowy klub został wpisany do rejestru 29 października 1911 roku pod nazwą Wiener Cricketer, ale Vienna Cricket & FC natychmiast zaprotestował przeciwko nowej nazwie. W grudniu 1911 roku nowy klub został przemianowany na Wiener Amateur SV, który był bezpośrednim poprzednikiem dzisiejszej Austrii Wiedeń.
W 1911 roku zespół startował w pierwszych oficjalnych rozgrywkach mistrzostw Austrii, które początkowo ograniczały się do drużyn wiedeńskich. Cricketer był osłabiony po odejściu podstawowych piłkarzy do Wiener Amateur SV. Również AC Viktoria Wien musiał zmagać się z problemami finansowymi, dlatego oba kluby połączyły się po 24 września 1911 roku. W tym momencie ukończono tylko cztery rundy. Vienna Cricket & FC zachował swoją nazwę i dominację w połączonym klubie, a mecze AC Viktoria zostały unieważnione. Pomimo koncentracji sił klub w debiutowym sezonie 1911/12 zajął dopiero ostatnie 11.miejsce w Erste Klasse i tym samym spadł do 2. Klasse A. Klub pozostał w tej klasie do 1916 roku, a następnie spadł na 3 lata do 2. Klasse B. Od sezonu 1919/20 zespół ponownie grał w 2. Klasse A i tylko dobrowolnie wycofał się z ligi po zakończeniu sezonu 1923/24 po tym, jak profesjonalizm został wprowadzony również w drugiej klasie. W kolejnych sezonach do 1931 roku występował w 1. Klasse Niederösterreich (D3). W 1931 klub postanowił połączyć się z profesjonalnym SC Frem, który grał w drugiej lidze od 1928 roku. W sezonach 1931/32 i 1932/33 SC Cricket-Frem zajął siódme i jedenaste miejsce w II. Liga. W 1933 roku fuzja została rozwiązana. Vienna Cricket & FC przejął licencję od byłego partnera i pozostał w drugiej lidze. Po spadku z drugiej klasy w 1936 roku sekcja piłkarska klubu została zamknięta, a klub kontynuował działalność lekkoatletyczną oraz grę w tenisa.

## Barwy klubowe, strój
|  |  |

Klub ma barwy niebiesko-czarne. Zawodnicy domowe spotkania zazwyczaj grają w koszulkach o polówkach koloru czarnego i niebieskiego, czarnych spodenkach oraz czarnych getrach.

## Sukcesy

### Trofea międzynarodowe
Nie uczestniczył w rozgrywkach europejskich (stan na 31-05-2019).

### Trofea krajowe
| \| \| Zdobyte trofea w rozgrywkach Austrii (stan na: 31-05-2019) \| |                                                            |      |                  |
| Rozgrywki                                                           | Osiągnięcie                                                | Razy | Sezon(y)         |
| · Mistrzostwo                                                       | I miejsce                                                  | 0    |                  |
| · Mistrzostwo                                                       | II miejsce                                                 | 0    |                  |
| · Mistrzostwo                                                       | III miejsce                                                | 0    |                  |
| · Mistrzostwo                                                       | 11.miejsce                                                 | 1    | 1911/12          |
| Puchar                                                              | zdobywca                                                   | 0    |                  |
| Puchar                                                              | finalista                                                  | 0    |                  |
| Puchar                                                              | 1/4 finału                                                 | 2    | 1925/26, 1931/32 |
| II liga                                                             | I miejsce                                                  | 0    |                  |
| II liga                                                             | II miejsce                                                 | 0    |                  |
| II liga                                                             | III miejsce                                                | 0    |                  |
| II liga                                                             | 6.miejsce                                                  | 1    | 1922/23 (Süd)    |
| Austria                                                             | Zdobyte trofea w rozgrywkach Austrii (stan na: 31-05-2019) |      |                  |

- Challenge Cup:
  - zdobywca (2x): 1898, 1902
  - finalista (2x): 1900, 1904

- Tagblatt-Pokal:
  - wicemistrz (1x): 1900/01

## Poszczególne sezony

### Rozgrywki międzynarodowe

#### Europejskie puchary
Nie uczestniczył w rozgrywkach europejskich.

### Rozgrywki krajowe
| \| Austria \| Bilans występów klubu w rozgrywkach piłkarskich Austrii (Stan na 31 maja 2019 r.) \| \| |                                                                                   |        |       |   |   |   |    |    |     |                                 |        |        |      |
| Poziom                                                                                                | Rozgrywki                                                                         | Sezony | Mecze | Z | R | P | B+ | B– | Pkt | Lata                            | Awanse | Spadki | Naj. |
| I | Erste Klasse                                                                      | 1      |       |   |   |   |    |    |     | 1911/12                         | 0      | 1      | 11   |
| II | 2. Klasse A/ 2. Klasse Süd/ II. Liga                                              | 14     |       |   |   |   |    |    |     | 1912–1916, 1919–1924, 1931–1936 | 0      | 3      | 6    |
| III                                                                                                   | 2. Klasse A/ 2. Klasse Süd/ II. Liga                                              | 10     |       |   |   |   |    |    |     | 1916–1919, 1924–1931            | 2      | 0      | ?    |
| | Puchar Austrii                                                                    | ?      |       |   |   |   |    |    |     | od 1917                         | 0      | 0      | 1/4  |
| Austria                                                                                               | Bilans występów klubu w rozgrywkach piłkarskich Austrii (Stan na 31 maja 2019 r.) |        |       |   |   |   |    |    |     |                                 |        |        |      |

## Struktura klubu

### Stadion
Klub piłkarski w latach 1904–1936 rozgrywał swoje mecze domowe na stadionie Cricketer-Platz Vorgartenstraße w Wiedniu, który mógł pomieścić 5000 widzów. Do 1903 grał na boisku Sportpark Jesuitenweise o pojemności 1000 widzów.

## Kibice i rywalizacja z innymi klubami

### Derby
- Austria Wiedeń
- First Vienna FC 1894
- Floridsdorfer AC
- Hertha Wiedeń
- Rapid Wiedeń
- SpC Rudolfshügel
- 1. Simmeringer SC
- Wiener AC
- Wiener AF
- Wiener SC